# Charltona fusca
Charltona fusca là một loài bướm đêm trong họ Crambidae.